# Збройні сили Швеції
Збройні сили Швеції (швед. Försvarsmakten) — сукупність військ Королівства Швеція, призначених для захисту свободи, незалежності та територіальної цілісності держави, що складаються від 1994 року у спільну структуру службових галузей: Сухопутні війська Швеції (Шведська Армія, швед. Svenska armén), Військово-морські сили (швед. Svenska marinen) і Повітряні сили (швед. Svenska flygvapnet), а також Територіальна оборона Швеції і Національна оборонна радіо-агенція. Загальна кількість — 25 000 осіб.
Збройні сили є агентством Уряду Швеції (швед. Myndighet), що відповідальне за операції Збройних сил Швеції. Основне завдання Збройних сил Швеції полягає в підготовці, організації та розгортання збройних сил як усередині країни, так і за кордоном, зберігаючи при цьому довгострокову здатність захистити Швецію в разі інтервенції. Верховний головнокомандувач (швед. Överbefälhavaren), генерал-полковник або прапор-офіцер командир шведських збройних сил, є найбільш високопоставленим професійним офіцером на дійсній службі. Верховний Головнокомандувач своєю чергою підзвітний через міністра оборони урядові Швеції (швед. Regeringen).
Збройні сили більше як століття побудовані на поняттях військового обов'язку і територіальної оборони, підтримки давньої національної політики неприєднання, нейтралітету. До кінця Холодної війни майже всі чоловіки, які досягли віку придатності до військової служби були призвані до лав армії. Влітку 2010 р. у мирний час призов припинили, і реформували на систему Добровольчої армії. Проте в 2018 р. призов на строкову службу знову відновили для чоловіків та жінок, а Швеція стала другою країною Європи (після Норвегії) де існує гендерно-нейтральний призов. Деякі підрозділи шведських збройних сил у цей час є на розгортанні в Афганістані відповідно дій Міжнародних сил сприяння безпеці (ISAF — англ. International Security Assistance Force) і в Косово. До того ж Швеція сприяє разом з військовими спостерігачами різних країн служити у контингенті ЄС один раз на три роки.

## Історія
Збройні сили (ЗС) складаються з сухопутних військ, ПС і ВМС. Вище керівництво здійснює уряд, безпосереднє — головнокомандувач Збройними силами. Загальна чисельність ЗС близько 68 тис. осіб (1977 р.). Комплектуються вони за законом про військову повинність. Термін дійсної військової служби в сухопутних військах 7,5-15 місяців, у ВПС — 8-15 місяців, у ВМС 10-17,5 місяців.
- Сухопутні війська (близько 46 тис. осіб) мають 50 піхотних, артилерійських, бронетанкових та інших навчально-мобілізаційних полків і окремих батальйонів, на базі яких у воєнний час розгортаються бригади й окремі батальйони.
- Повітряні сили (близько 10 тис. осіб) налічують понад 30 різних ескадрилей (близько 600 бойових літаків) і 10 вертолітних груп (по 2-4 вертольоти в кожній).
- Військово-морські сили (близько 12 тис. осіб) мають 17 підводних човнів, 6 ескадрених міноносців, 6 фрегатів, близько 40 торпедних катерів, 16 патрульних катерів, 3 мінних загороджувачі, понад 30 різних тральників, коло 65 мобільних і стаціонарних частин берегової артилерії. Військово-морські бази: Хорсфьорд (Стокгольмські шхери), Карлскруна, Гетеборг й інші. Багато укриттів для кораблів перебувають в скелях. Зброя у всіх видів ЗС шведського та іноземного виробництва.

Політика суворого шведського нейтралітету зумовила високий рівень готовності Швеції до бойових дій, але у зв'язку з припиненням холодної війни в 1990-х роках збройні сили даної країни були скорочені.
- У 1997 р. налічувалося трохи понад 53 тисяч військовослужбовців і близько 570 тисяч військових у запасі.
- З 2010 р. скасована загальна військова повинність, відбувся перехід до професійної армії[8].

Від 2018 року через російську збройну агресію та фактичне загострення Другої холодної війни у Швеції мають намір збільшити чисельність армії з 50 тисяч до 120 тисяч військовослужбовців до 2035 року, а також збільшити загальний оборонний бюджет з 53 млрд крон ($6.5 млрд) на рік до 115 млрд.

## Доктрина
Шведські збройні сили мають чотири основні завдання:
- Захист територіальної цілісності Швеції;
- Захист країни у разі нападу іноземної держави.
- Підтримка громадянського суспільства у разі стихійних лих (повінь тощо).
- Для розгортання сил у міжнародних операціях на підтримання миру.

Швеція прагне мати можливість залишатися нейтральною в разі війни. Проте, Швеція співпрацює з іншими закордонними країнами. Як член Європейського Союзу, Швеція виступає як провідна країна для бойових груп ЄС, а також має співробітництво та спільні навчання з НАТО в рамках членства у Партнерстві заради миру і в Раді Євро-Атлантичного Партнерства. У 2008 р. розпочата співпраця між Північними країнами на розширення можливості спільних дій, і це призвело до створення Північного оборонного співробітництва (NORDEFCO — англ. Nordic Defence Cooperation). При розширенні військового співробітництва заради оборонних позицій у 2009 р. Швеція заявила, що не залишиться пасивною у разі, якщо Північні країни або члени Європейського Союзу піддаватимуться нападу.
Нещодавні політичні шведські рішення підкреслили волю до участі в міжнародних операціях, що стали короткостроковими навчаннями та придбанням досвіду. Однак, після 2008 р. збройного конфлікту у Південній Осетії черговий раз переконали в цьому. До цього часу більшість підрозділів не може бути мобілізована протягом одного року, якщо виникне така необхідність. У 2009 році міністр оборони Швеції заявив, що в майбутньому всі збройні сили повинні бути повністю мобілізовані протягом одного тижня.
Юстина Ґотковська, фахівець аналітичного центру східних досліджень (пол. Ośrodek Studiów Wschodnich im. Marka Karpia) вважає, що військові навчання Аврора-17, які відбувались 11-29 вересня 2017 року водночас з Російсько-білоруськими навчаннями Захід-2017, окрім того, що стали одними з найбільших навчань з 1993 року, мали послужити чітким сигналом про готовність Збройних сил Швеції стати на захист країни у випадку збройної агресії з боку Росії. Сценарій навчань істотно відрізнявся від попередніх років, та був побудований навколо задачі захисту країни від нападу іншої (на відміну від контртерористичних навчань попередніх років). Під час навчань були відпрацьовані сценарії отримання військової допомоги з боку союзників та країн-членів НАТО.
Навчання Аврора-17 стали важливим етапом реалізації оборонної стратегії на 2016—2020 ухваленої в 2015 році. Ця стратегія кардинально змінила напрям розвитку збройних сил: з експедиційного корпусу в бік збройних сил, зосереджених на обороні власної країни.

## Головнокомандувачі збройних сил Швеції
| Головнокомандувачі Шведських збройних сил | Дата призначення |
| ----------------------------------------- | ---------------- |
| Улоф Тьорнелль (швед. Olof Thörnell)      | 8 грудня 1939    |
| Хельг Юнг (швед. Helge Jung)              | 1 квітня 1944    |
| Нільс Сведлунд (швед. Nils Swedlund)      | 1 квітня 1951    |
| Торстен Рапп (швед. Torsten Rapp)         | 1 жовтня 1961    |
| Стіг Сюнергрен (швед. Stig Synnergren)    | 1 жовтня 1970    |
| Леннарт Юнг (швед. Lennart Ljung)         | 1 жовтня 1978    |
| Бенгт Густафсон (швед. Bengt Gustafsson)  | 1 жовтня 1986    |
| Уве Вікторін (швед. Owe Wiktorin)         | 1 липня 1994     |
| Юхан Хедерстедт (швед. Johan Hederstedt)  | 1 липня 2000     |
| Хокан Сюрен (швед. Håkan Syrén)           | 1 січня 2004     |
| Сверкер Йорансон (швед. Sverker Göranson) | 1 січня 2009     |
| Мікаель Біден (швед. Micael Bydén)        | 1 жовтня 2015    |

## Миротворча діяльність Збройних сил Швеції
Миротворча діяльність здійснюється шведськими військами в «блакитних шоломах» в рамках Організації Об'єднаних Націй (ООН).
З кінця 2001 р. Швеція є членом Міжнародних сил сприяння безпеці (ISAF), що функціонують під егідою ООН в Афганістані, бере участь у миротворчій місії ООН і ОБСЄ в Грузії, місії ООН в Індії та Пакистані, а також миротворчих операціях у Косово, на Близькому Сході, Непалі, Сомалі, Судані. У 1994 р. Швеція приєдналася до програми «Партнерство заради миру», створеної за ініціативи НАТО, в рамках якої є асоціативним членом Ради Євроатлантичного Співробітництва (РЄАС). У форматі даної організації здійснюється спільна миротворча діяльність на Балканах, в Афганістані, а також боротьба з міжнародним тероризмом. На території Швеції знаходяться навчальні центри програми Партнерство заради миру (швед. Kungsäng, на північ від Стокгольма), де відбувається підготовка миротворчих сил, фахівців з рятувальних та гуманітарних операцій.

Участь Збройних Сил Швеції у операціях в світі (квітень 2008 р.)

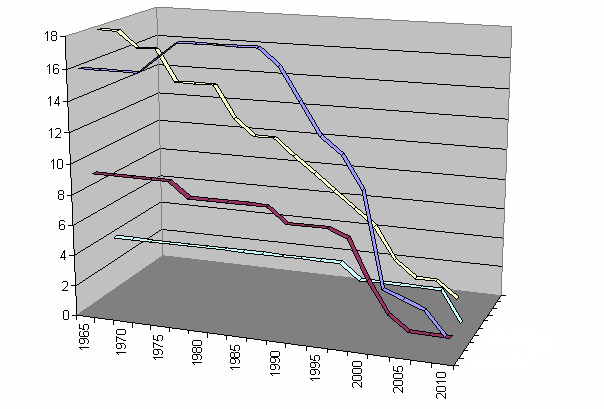
Діаграма, що показує розмір збройних сил Швеції у 1965—2010 рр.: Жовтий = число повітряних сил, синій = кількість піхотних полків; червоний = кількість артилерійських полків, зелений = число берегової артилерії та десантних полків.

## Галерея

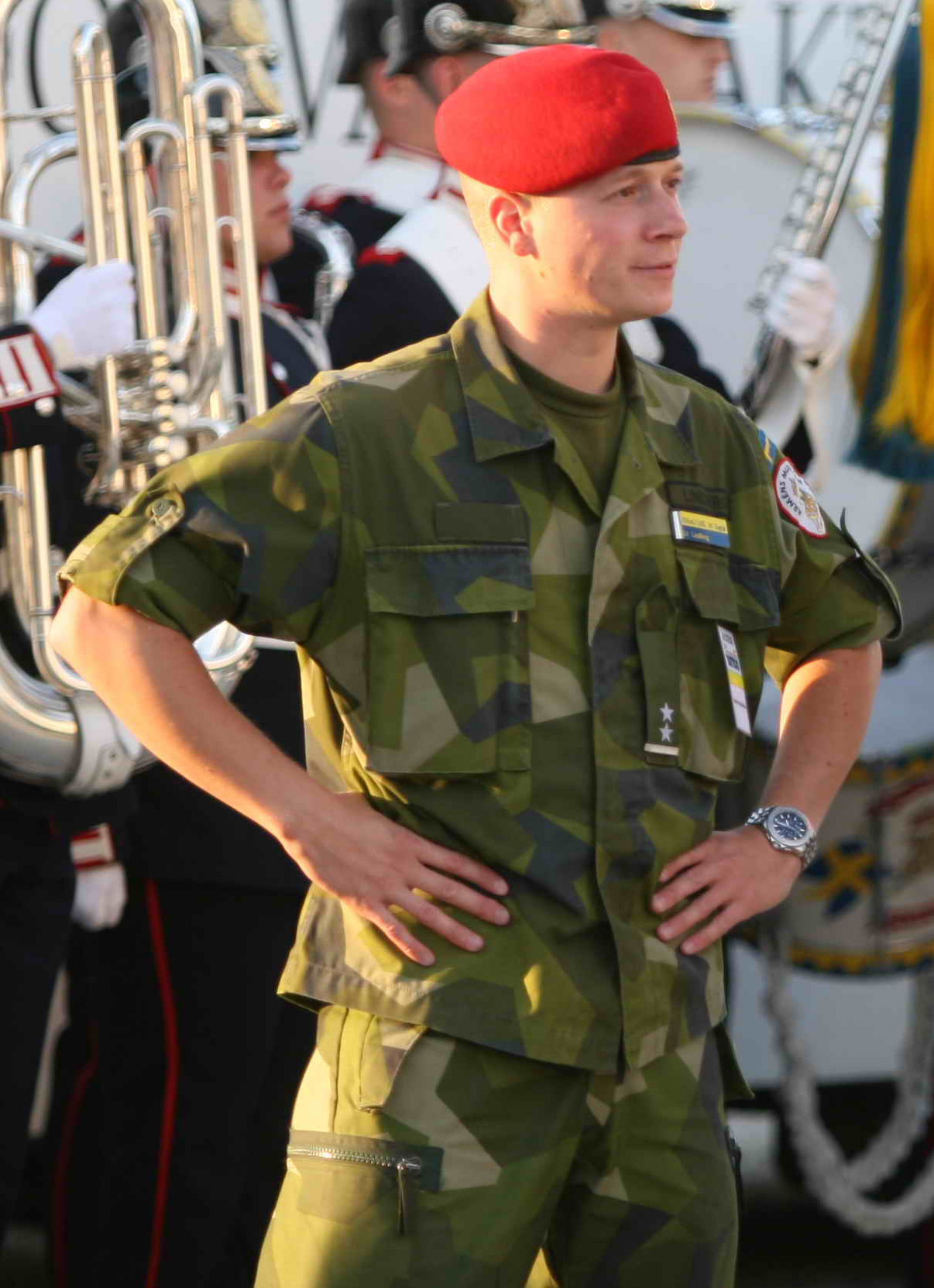
Офіцер ЗС Швеції
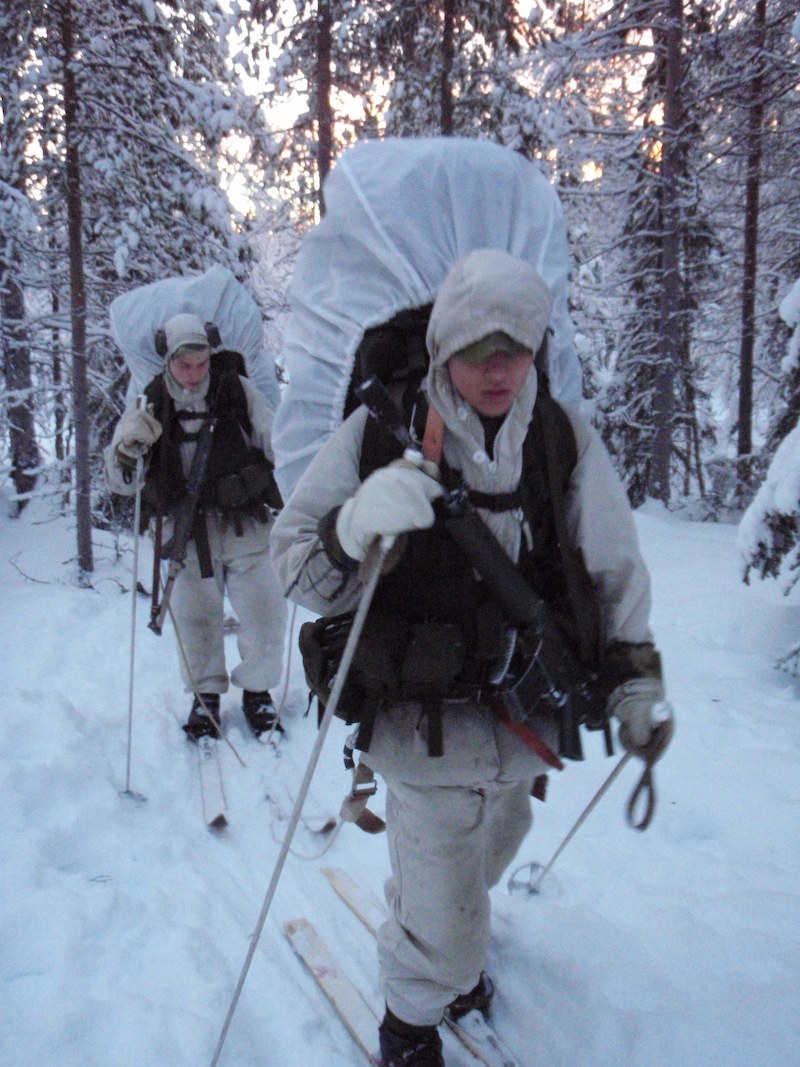
Солдати ЗС Швеції

## Критика
У 2008 р. у статті на основі докторської дисертації, вчений Карл Іден (швед. Karl Ydén) з університету Гетеборгу дав аналіз в описі шведських збройних сил, щодо кар'єри для реєстрових офіцерів у першу чергу у мирний час, бюджетні витрати (кошти платників податків), дослідження фактичних військових дій, характер управління військами командуванням, організація розвитку армії і флоту, ступінь ефективності використання ресурсів у війську тощо. Що мало неабияке значення для прийняття рішень Уряду Швеції та законодавчої ініціативи Риксдагу.